# Liste der Nummer-eins-Hits in den Niederlanden (1983)
Diese Liste enthält alle Nummer-eins-Hits in den Niederlanden im Jahr 1983. Es gab in diesem Jahr 20 Nummer-eins-Singles und 15 Nummer-eins-Alben.
| Singles | Alben |
| --- | --- |
| - Doe Maar – De bom - 4 Wochen (4. Dezember 1982 – 7. Januar 1983) - Phil Collins – You Can’t Hurry Love - 2 Wochen (8. Januar – 21. Januar) - Renée and Renato – Save Your Love - 1 Woche (22. Januar – 28. Januar) - Billy Joel – Goodnight Saigon - 3 Wochen (29. Januar – 18. Februar) - Irene Cara – Fame - 3 Wochen (19. Februar – 11. März) - Doe Maar – Pa - 2 Wochen (12. März – 25. März) - Nena – 99 Luftballons - 4 Wochen (26. März – 22. April) - David Bowie – Let’s Dance - 2 Wochen (23. April – 6. Mai) - Michael Jackson – Beat It - 4 Wochen (7. Mai – 3. Juni) - The Shorts – Comment ça va - 3 Wochen (4. Juni – 24. Juni) - Stars on 45 – Stars on 45 Proudly Present The Star Sisters - 5 Wochen (25. Juni – 29. Juli) - Michael Jackson – Wanna Be Startin’ Somethin’ - 2 Wochen (30. Juli – 12. August) - Berdien Stenberg – Rondo russo - 3 Wochen (13. August – 2. September) - Ryan Paris – Dolce Vita - 2 Wochen (3. September – 16. September) - DÖF – Codo (Düse im Sauseschritt) - 2 Wochen (17. September – 30. September) - UB40 – Red Red Wine - 3 Wochen (1. Oktober – 21. Oktober) - Culture Club – Karma Chameleon - 1 Woche (22. Oktober – 28. Oktober) - Lionel Richie – All Night Long (All Night) - 4 Wochen (29. Oktober – 25. November) - Rock Steady Crew – (Hey You) The Rock Steady Crew - 4 Wochen (26. November – 23. Dezember) - Dolly Parton – You Are - 3 Wochen (24. Dezember 1983 – 20. Januar 1984) | - BZN (Band Zonder Naam) – We Wish You a Merry Christmas - 3 Wochen (25. Dezember 1982 – 14. Januar 1983, insgesamt 6 Wochen; → 1981 und 1982) - Freek de Jonge – De openbaring - 2 Wochen (15. Januar – 28. Januar) - Billy Joel – The Nylon Curtain - 3 Wochen (29. Januar – 18. Februar) - The Kids From Fame – The Kids From Fame - 5 Wochen (19. Februar – 25. März) - Doe Maar – 4us - 5 Wochen (26. März – 29. April) - David Bowie – Let’s Dance - 3 Wochen (30. April – 20. Mai) - Michael Jackson – Thriller - 6 Wochen (21. Mai – 1. Juli, insgesamt 14 Wochen; → 1984) - BZN (Band Zonder Naam) – 28 Golden Hits - 1 Woche (2. Juli – 8. Juli) - Michael Jackson – Thriller - 1 Woche (9. Juli – 15. Juli, insgesamt 14 Wochen) - The Star Sisters – Tonight 20:00 hrs. - 2 Wochen (16. Juli – 29. Juli) - Michael Jackson – Thriller - 6 Wochen (30. Juli – 16. September, insgesamt 14 Wochen) - Berdien Stenberg – Rondo Russo - 3 Wochen (17. September – 7. Oktober) - UB40 – Labour of Love - 1 Woche (8. Oktober – 14. Oktober, insgesamt 4 Wochen) - Spandau Ballet – True - 1 Woche (15. Oktober – 21. Oktober) - BZN (Band Zonder Naam) – Desire - 2 Wochen (22. Oktober – 4. November) - Lionel Richie – Can’t Slow Down - 3 Wochen (5. November – 25. November, insgesamt 11 Wochen; → 1984) - The Rolling Stones – Undercover - 3 Wochen (26. November – 16. Dezember) - Lionel Richie – Can’t Slow Down - 1 Woche (17. Dezember – 23. Dezember, insgesamt 11 Wochen) - UB40 – Labour of Love - 3 Wochen (24. Dezember 1983 – 13. Januar 1984, insgesamt 4 Wochen) |

## Kinderen voor Kinderen
"Kinderen voor Kinderen" ist ein Kinderchor des niederländischen Rundfunksenders VARA, der seit 1980 jedes Jahr ein Album mit neuen Kinderliedern herausbringt. Diese Alben haben den Titel "Kinderen voor Kinderen", gefolgt von der Nummer des Albums.
Gegen Ende 1983 war die Folge 4 vier Wochen lang vom 3. bis zum 30. Dezember Spitzenreiter der Album-Charts.
Dieses Album wird in der obigen Bestenliste nicht aufgeführt.